# Subviraje

La línea roja indica la trayectoria consecuencia de un subviraje.

El subviraje es un fenómeno que se produce durante la conducción de un vehículo que provoca que el giro real del mismo sea menor que el que teóricamente debería inducir la posición de las ruedas delanteras. De este modo la parte delantera del vehículo tiende a salirse hacia el exterior de la curva. El subviraje se produce cuando el vehículo pierde adherencia en el tren delantero, por lo cual, da la sensación de "abrirse" en las curvas. El efecto contrario es el sobreviraje.
Es típico de los vehículos de tracción delantera y está determinado principalmente por el reparto de pesos entre los ejes del vehículo y por las inercias que producen las transferencias de masas durante la conducción. También por el hecho de que las ruedas directrices tengan que transmitir al mismo tiempo fuerzas laterales y longitudinales, ya que son las encargadas de dar tracción. Por ello, en vehículos de tracción delantera, el subviraje se vuelve más acusado cuanto más se pisa el acelerador en una curva.
En los coches dirigidos al gran público se tiende a favorecer el comportamiento de subviraje del vehículo en situaciones límite, ya que resulta más fácil de controlar por un conductor inexperto que el sobreviraje.
En el subviraje, causado generalmente por un giro abrupto, las ruedas delanteras comienzan a patinar antes que las traseras, por lo que si se presiona ligeramente el freno, la transferencia de pesos del eje trasero al delantero ayudará a aumentar la fuerza de fricción en este eje para mejorar la situación.
Como anécdota, el ex piloto y campeón del Mundo de rally Walter Röhrl expresó una vez: «Subviraje es cuando ves el árbol contra el que te vas a estrellar. Sobreviraje es cuando solo lo sientes».